# Libnotes majorina
Libnotes majorina là một loài ruồi trong họ Limoniidae. Chúng phân bố ở miền Australasia.